# Manuel Antonio Pulido
Manuel Antonio de Pulido y Briceño León del Pumar  (Barinas, Capitanía General de Venezuela; 1780 - Mar Caribe; 1817), fue un militar y político venezolano, desempeño como representante de la provincia de Barinas en 1810 ante la Junta Suprema de Caracas y en 1811 es nombrado como su gobernador hasta la caída de la Segunda República en 1814. 

## Biografía
Nació en el año 1780 en la ciudad de Barinas, Capitanía General de Venezuela. Hijo del leonés Antonio Pulido y León y la barinesa María Inés Briceño del Pumar. Tuvo como hermanos a Nicolás Antonio, Juan José y Pablo María.
Contrajo en 1817 matrimonio con su prima, Mercedes Briceño y Méndez, con quien antes había concebido a sus hijos Rufina, Antonio, Dolores, Bárbara y María Encarnación.  Fue alcalde de Barinas, alguacil del Santo Oficio de la Inquisición y juez regidor de los departamentos de Barinas, Mijagual y Puerto Nutrias. Por su hermano Nicolás fue tío del general José Ignacio Pulido del Pumar.

## Guerra de Independencia y muerte
Después de la expulsión del capitán general Vicente Emparán con la revolución de 1810 es nombrado representante de la provincia de Barinas ante la Junta Suprema de Caracas. Como coronel ayudó a organizar un escuadrón republicano y en 1811 fue nombrado gobernador de su provincia natal y estuvo a cargo de reclutar soldados en Mérida y contribuyó con caballos y ganado de sus hatos La Calzada y El Pagüey al esfuerzo bélico.
En noviembre de 1813 fue forzado a evacuar Barinas por el coronel realista José Antonio Yáñez. Tuvo bajo su mando a José Antonio Páez, Pedro Briceño Pumar, Pedro Briceño Méndez, Francisco Olmedilla y otros. Estuvo en la batalla de Araure el 5 de diciembre y para 1814 huyó a Curazao ante la caída de la Segunda República. Ahí se refugió hasta 1817, cuando fue en una misión a Haití pero murió cuando su navío naufragó.